# Alux
Alux désigne une sorte de lutin dans la mythologie maya, présente dans la péninsule du Yucatan, au Belize et au Guatémala. Il enlève les enfants et commet toutes sortes de diableries. Ces créatures mythiques sont encore appelées Chanekeh ou Chaneque par les populations Nahuatl.
En langue maya, le pluriel de Alux est aluxo'ob, mais au Mexique on utilise la plupart du temps la forme espagnole aluxes.

## Mythologie
D'après la mythologie maya du Yucatan ou du Guatemala, les aluxes sont des êtres petits, ils arrivent en général aux genoux des humains. Ils sont souvent habillés avec des habits traditionnels mayas. Selon la légende, les aluxes sont invisibles la plupart du temps mais peuvent également prendre une forme physique afin de communiquer avec les humains. Les aluxes sont associés à la nature, particulièrement aux forêts, aux caves, aux pierres et aux champs. Ils habitent souvent dans des grottes.
Selon la tradition, les aluxes ont été créés pour protéger la jungle et les animaux. Les aluxes sont créés à partir d'argile et étaient déposés sous un arbre. On leur apporte des offrandes ainsi que de l'eau et de la nourriture jusqu'à ce que la poupée d'argile disparaisse parce qu'elle a pris vie. Les aluxes doivent également protéger le monde souterrain maya, le Xibalba. Pour pénétrer dans une forêt ou un sanctuaire, il faut demander l'autorisation aux aluxes pour éviter que leurs esprits provoquent des accidents, des maladies ou même des catastrophes naturelles (ouragans, tempêtes, éclairs...).